# Kurt M. Wallenius
Kurt M. Wallenius, finski general, * 1893, † 1984.